# Номади
Номад е член на скитническо племе; чергарин, скитник. Такива групи включват ловци събирачи, пастирски номади, притежаващи добитък, калайджии и търговски номади. През ХХ век населението на номадските скотовъдни племена бавно намалява, достигайки до около 30-40 милиона номади в света към 1995 г.
Номадският лов и събирачество на сезонно достъпни диви растения и дивеч е най-старият метод за оцеляване на хората. Номадството е начин на оцеляване, адаптиран за безплодни региони като степ, тундра, ледената пустош и пустините, където мобилността е най-ефективната стратегия за използване на оскъдните ресурси. Например много групи, живеещи в тундрата са пастири на северни елени и са полуномади, следвайки миграционния път на  животните.
Понякога също се описват като „номадски“ различните пътуващи популации, които се движат сред гъсто населени райони, за да предлагат специализирани услуги (занаяти и стоки) на своите жители. Тези групи са известни като „перипатетични номади“
Номадският начин на живот възниква през първобитнообщинния строй при първото обществено разделение на труда у племената, чийто основен поминък става събирачеството, ловът, риболовът и главно – животновъдството. Форми на номадския начин на живот се срещат и днес у някои етнически групи в слаборазвитите страни, особено в Предна Азия и Северна Африка.
Съществуват и високоразвити култури, в чиито ценности постоянното движение е основен културен модел, които също могат да се определят като номадски. Икономиката на тези общества най-често е основана на търговията, което поражда нуждата от постоянно движение на голяма част от населението. Такива са например древните култури на финикийци и елини, които постоянно се движат по море и основават многобройни градове (търговски постове) в Средиземно и Черно море.